# Kàmeixkovo
Kàmeixkovo (en rus Камешково) és una ciutat de l'óblast de Vladímir, Rússia. Es troba a 41 km al nord-est de Vladímir. El 2010 tenia 13.494 habitants.

## Demografia
| 1959   | 1970   | 1979   | 1989   | 1996   | 2002   | 2008   |
| ------ | ------ | ------ | ------ | ------ | ------ | ------ |
| 11 800 | 12 900 | 14 100 | 15 100 | 15 000 | 16 000 | 13 683 |

## Cultura i llocs d'interès
Als voltants de la ciutat hi ha diversos monuments arquitectònics d'entre els segles xii i xix, com l'Església Voskresénskaia del 1794 al poble de Voskresénskoie, l'Església de la Icona de la Mare de Déu Georgiana del 1812 al poble de Gatixa i l'Església de la Santíssima Trinitat del 1801 al poble de Gorki.

## Indústria i infraestructures
La companyia més gran de la ciutat és una fàbrica tèxtil de teles de cotó, gasa i cotó industrial. Prop de la ciutat també hi ha una fàbrica electrotècnica i companyies d'indústria agroalimentària.
La ciutat està a la línia de ferrocarril del 1862 entre Moscou i Nijni Nóvgorod, per on transcorre una gran part dels trens del Transsiberià des de l'oest de Moscou.